# Allocalicium
Allocalicium is een monotypisch geslacht van korstmossen behorend tot de familie Caliciaceae. Het bevat alleen Allocalicium adaequatum.